# Upplands-Bro
La commune d'Upplands Bro est une commune suédoise du comté de Stockholm. Environ 30000  personnes y vivent (2019). Son chef-lieu se situe à Kungsängen.

## Localités principales
- Bro (6 155 hab.)
- Brunna (4 086 hab.)
- Håbo-Tibble kyrkby (274 hab.)
- Kungsängen (7 309 hab.)
- Sylta (644 hab.)